# آمینوفسفونات
آمینوفسفونات‌ها ترکیبات آلی فسفردار با فرمول (RO)2P(O)CR'2NR"2 هستند. این ترکیبات آنالوگ‌های ساختاری آمینو اسیدها هستند که در آن‌ها بخش کربوکسیلیک با فسفونیک اسید یا گروه‌های مرتبط جایگزین می‌شود. آمینوفسفونات‌ها به عنوان آنتاگونیست آمینو اسیدها عمل می‌کنند و آنزیم‌های دخیل در متابولیسم آمینو اسید را مهار کرده و در نتیجه بر فعالیت فیزیولوژیکی سلول تأثیر می‌گذارند.

## مثال‌ها

Aminomethylphosphonic acid، ساده‌ترین آمینوفسفونات ممکن است.
گلیفوسات، یک علف کش متداول است
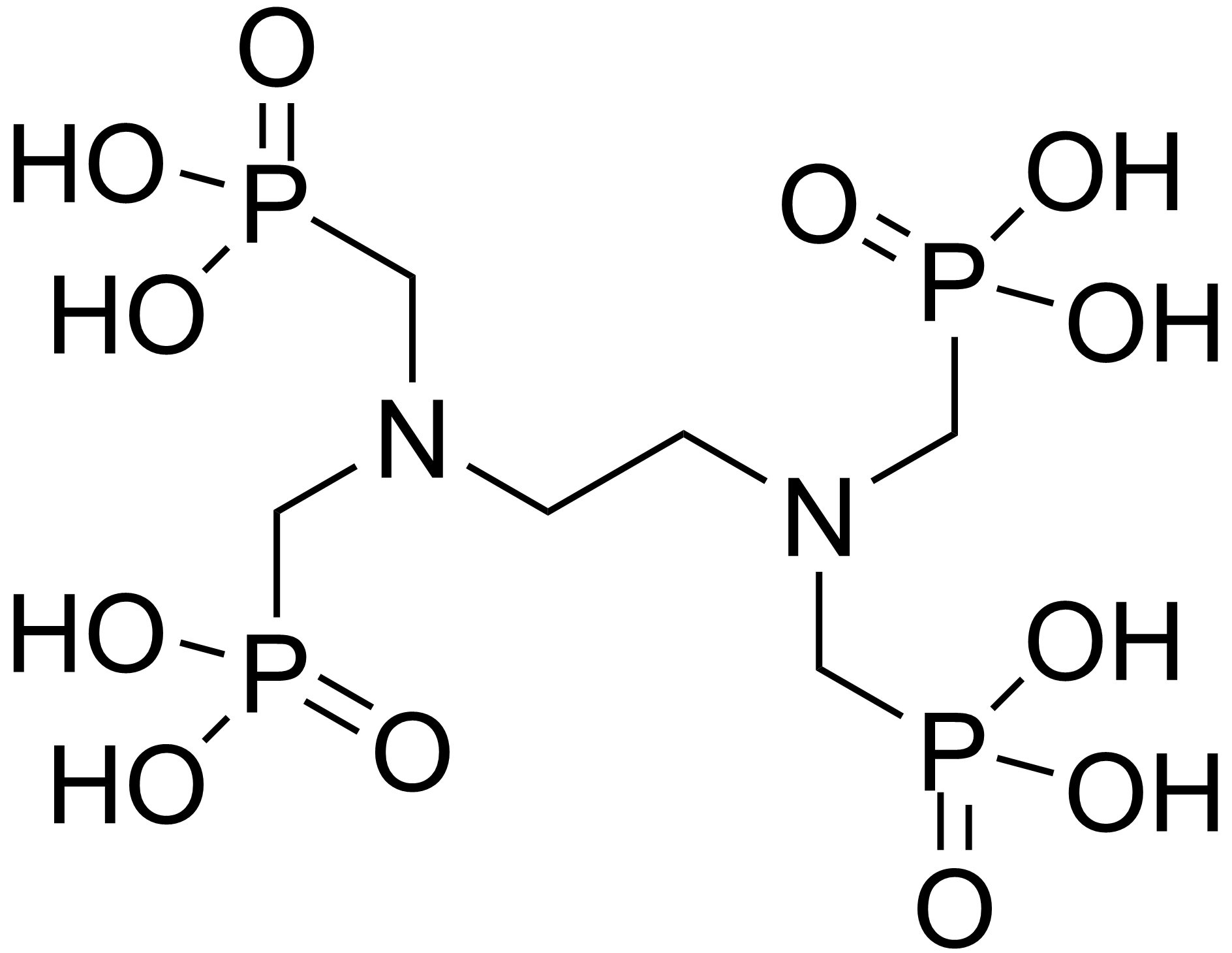
ای‌دی‌تی‌ام‌پی، یک عامل کی‌لیت سار(شلات کننده) است. کمپلکس ساماریم (۱۵۳Sm) لکسیدرونام در درمان سرطان استفاده می‌شود